# 11341 Babbage
För andra betydelser, se Babbage.
11341 Babbage eller 1996 XE2 är en asteroid i huvudbältet som upptäcktes den 3 december 1996 av den italiensk-amerikanske astronomen Paul G. Comba vid Prescott-observatoriet. Den är uppkallad efter den brittiske matematikern Charles Babbage.
Asteroiden har en diameter på ungefär 4 kilometer och den tillhör asteroidgruppen Vesta.